# Domèvre-sur-Vezouze
Domèvre-sur-Vezouze är en kommun i departementet Meurthe-et-Moselle i regionen Grand Est (tidigare regionen Lorraine) i nordöstra Frankrike. Kommunen ligger i kantonen Blâmont som tillhör arrondissementet Lunéville. År 2022 hade Domèvre-sur-Vezouze 317 invånare.

## Befolkningsutveckling
Antalet invånare i kommunen Domèvre-sur-Vezouze
| Referens: INSEE |